# هنینگ پالنر
هنینگ پالنر (دانمارکی: Henning Palner؛ ‏ ۱۸ ژوئیهٔ ۱۹۳۲ – ۲۰ دسامبر ۲۰۱۸) بازیگر  و صداپیشه اهل دانمارک بود.
از فیلم‌ها یا برنامه‌های تلویزیونی که وی در آن نقش داشته‌است، می‌توان به قصر، ترور و یک انسان به‌تمام معنا اشاره کرد.